# ペルニ

2023年5月26日から使用されているペルニのロゴ。

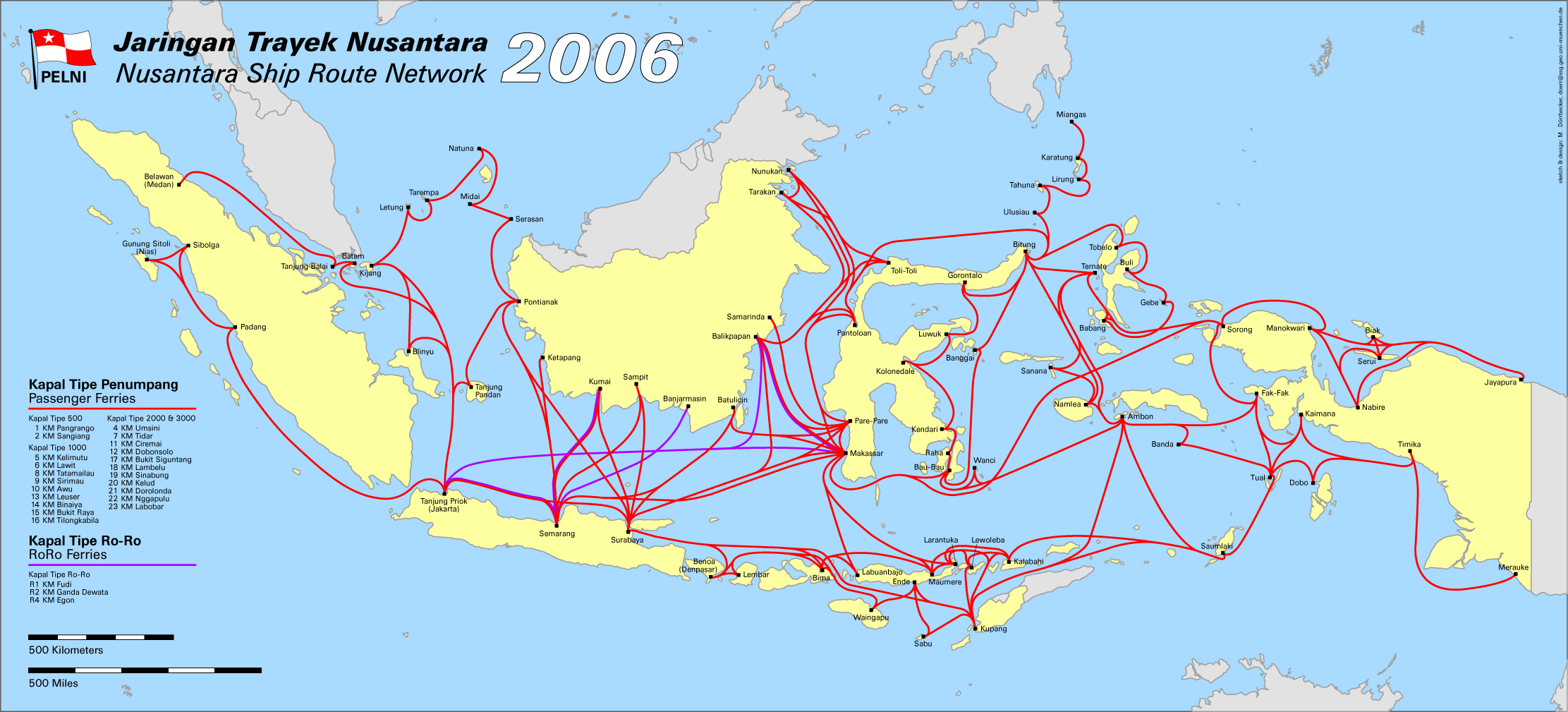
ペルニの航行ルート（2006年）

ペルニ（Pelni=Pelayaran Nasional Indonesia）は1950年創業のインドネシアの国営船舶会社である。本社はジャカルタ。28隻の大型客船を所有し、うち25隻は、2週間または1ヵ月をワンサイクルのスケジュールとし、インドネシアの群島内の各ルートをくまなく航行している。ナングロ・アチェ・ダルサラーム州、ブンクル州、ジョグジャカルタ特別州を除く24州にある92の港を使用し、大型客船で運航しており、飛行機より格安で多くの国民に利用されている。

## 船舶リスト
- KM Awu
- KM Binaiya
- KM Bukit Raya
- KM Bukit Siguntang
- KM Ciremai
- KM Dobonsolo
- KM Dorolonda
- KM Fudi
- KM Ganda Dewata
- KM Ego
- KM Kambuna
- KM Kelimutu
- KM Kelud
- KM Lawit
- KM Labobar
- KM Leuser
- KM Lambelu
- KM Pangrango
- KM Nggapulu
- KM Rinjani
- KM Sangiang
- KM Sirimau
- KM Sinabung
- KM Tatamailau
- KM Tidar
- KM Tilongkabila
- KM Umsini

定期ルート外
- KM Kerinci
- KFC Jet Liner
- KM Wilis

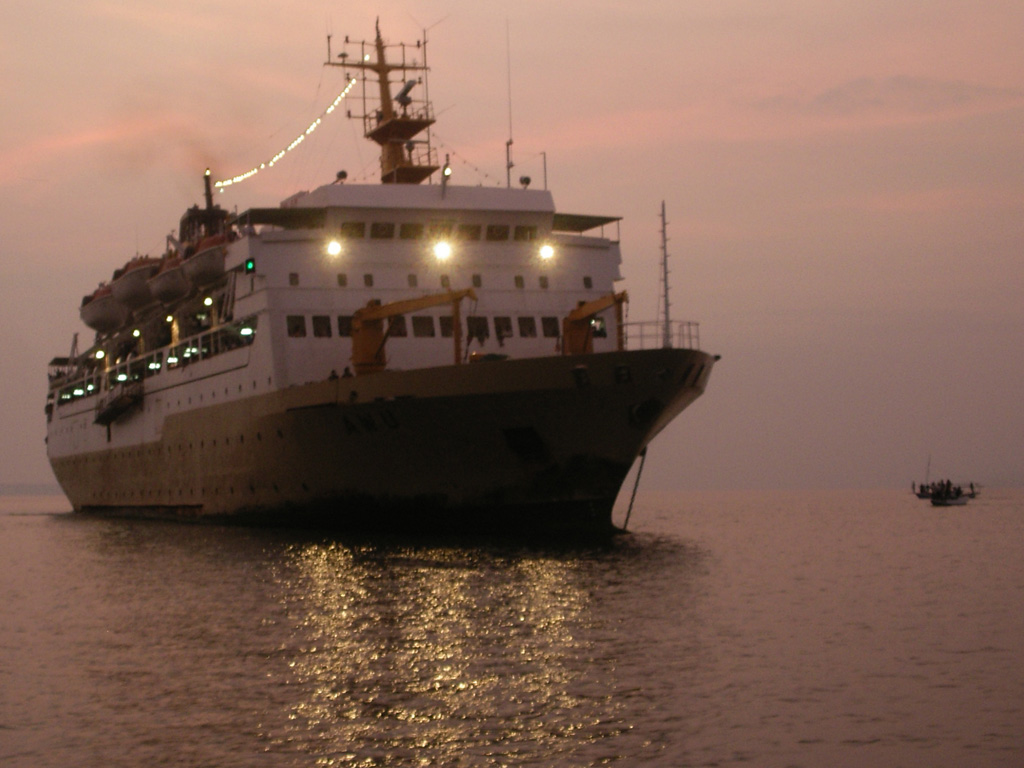
フローレス島エンデに入港するKM Awu
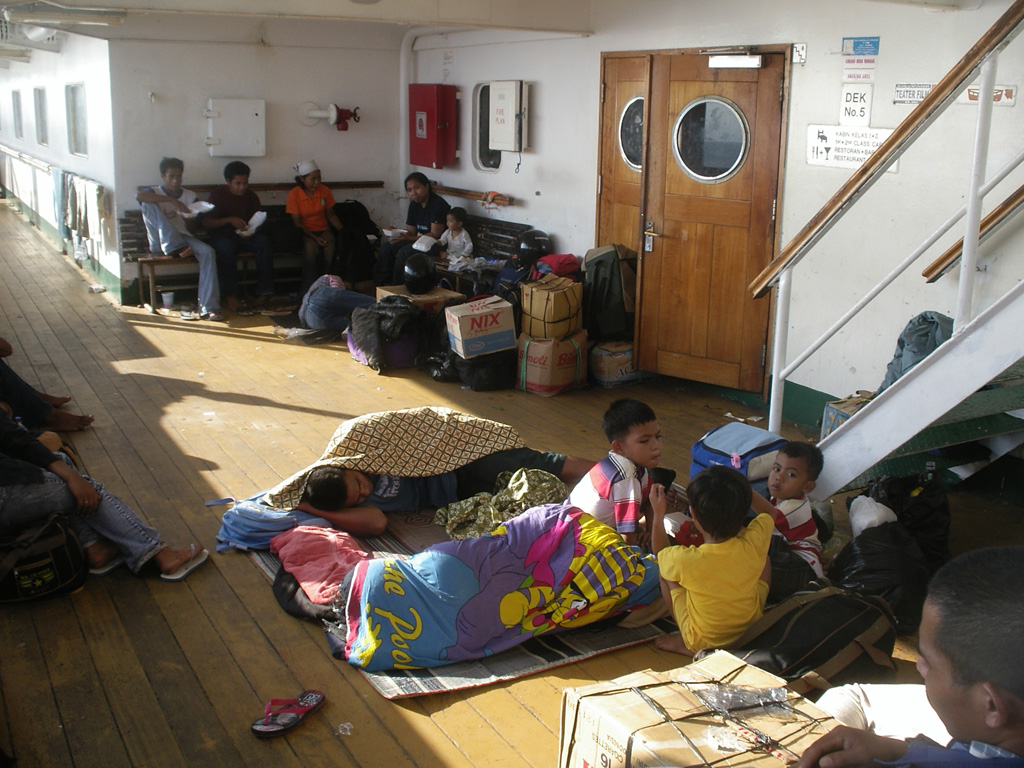
KM Awuのデッキ
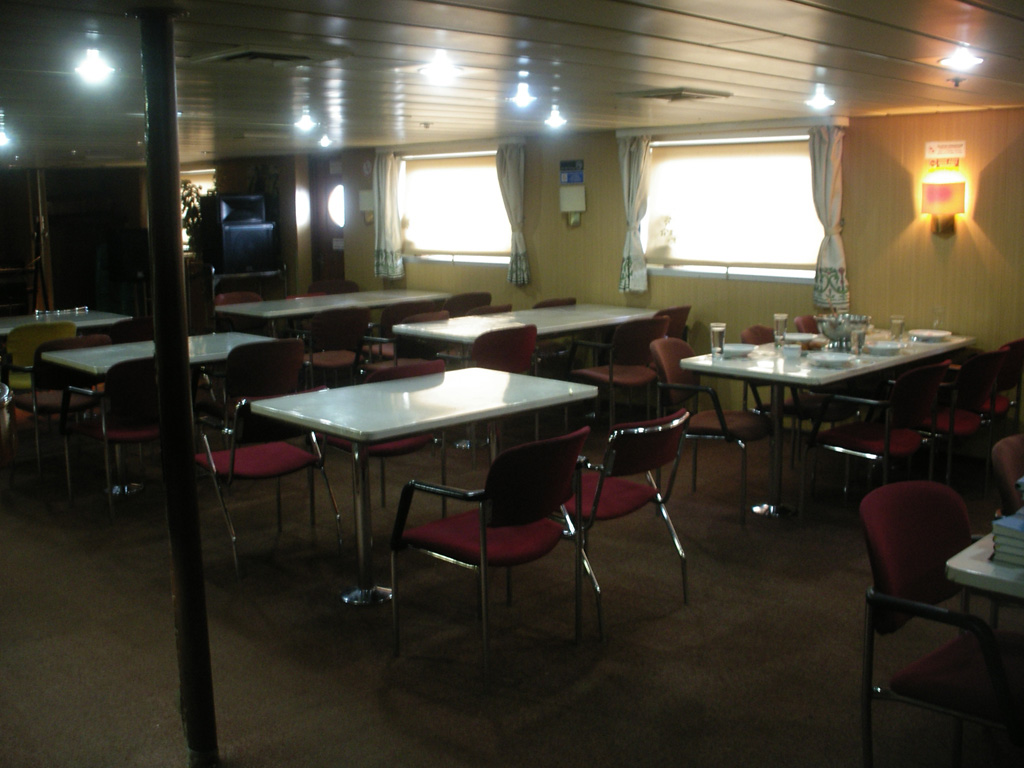
1等、2等用食堂
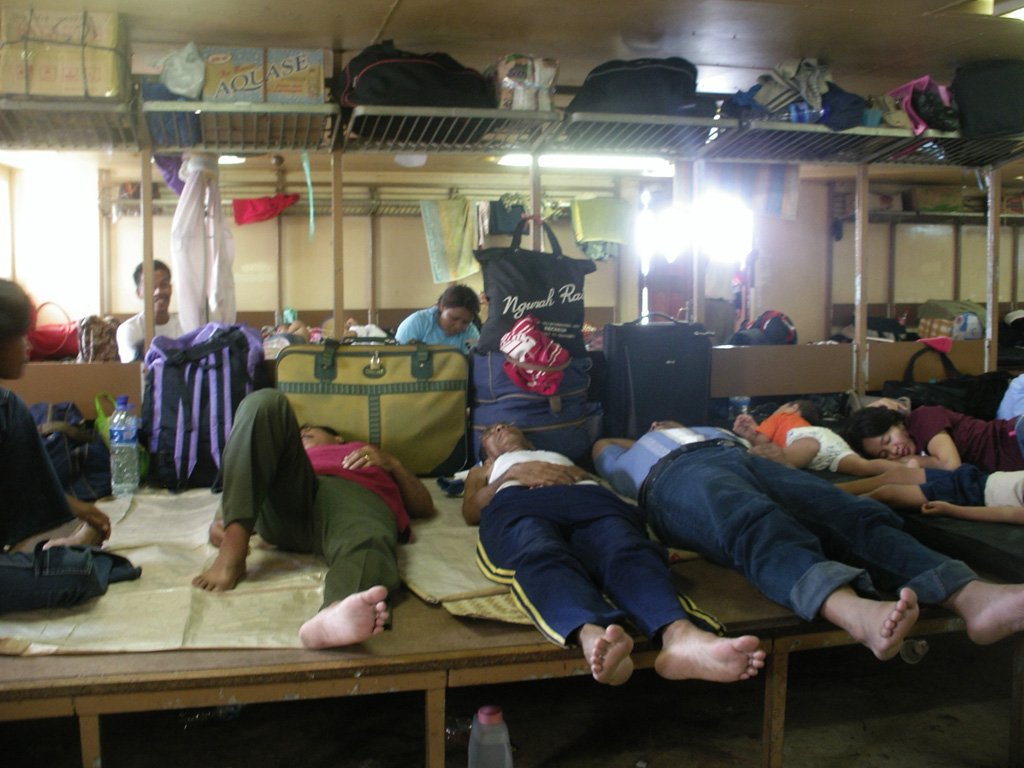
エコノミークラス（3等）
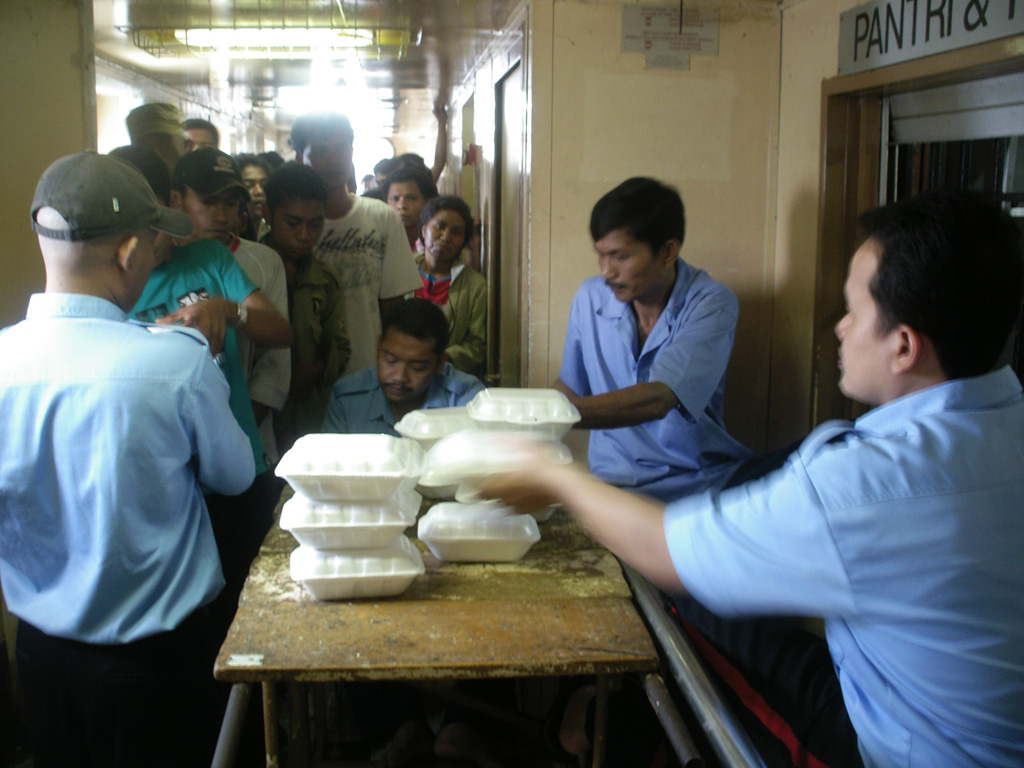
エコノミークラス船内食配布
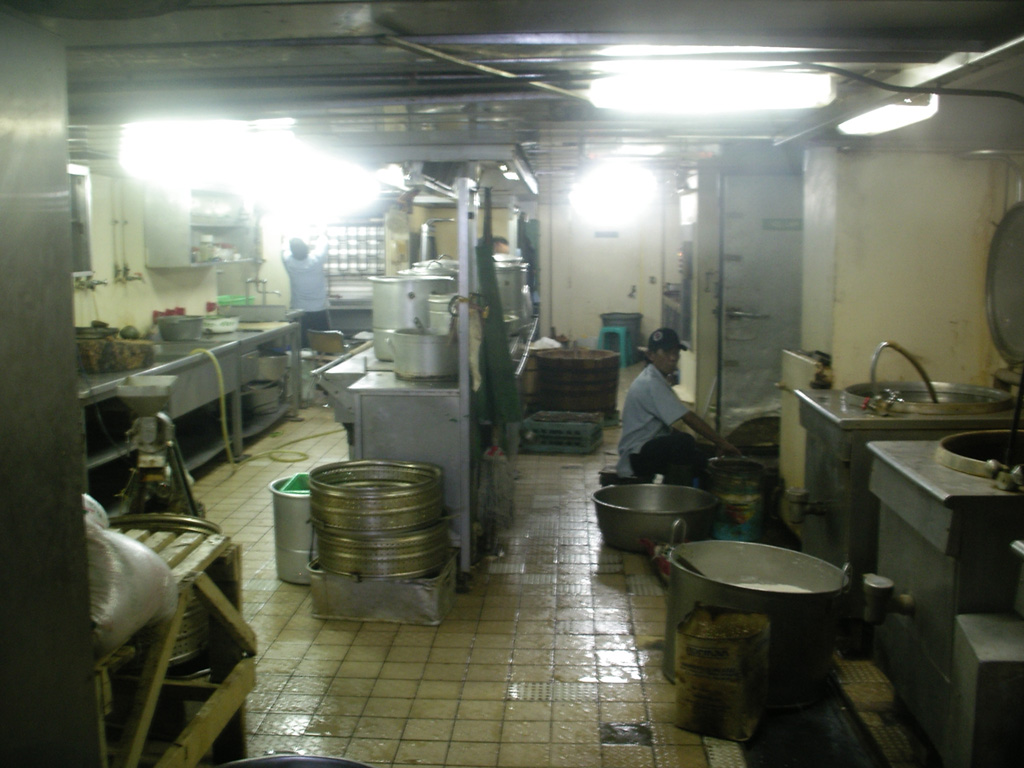
厨房
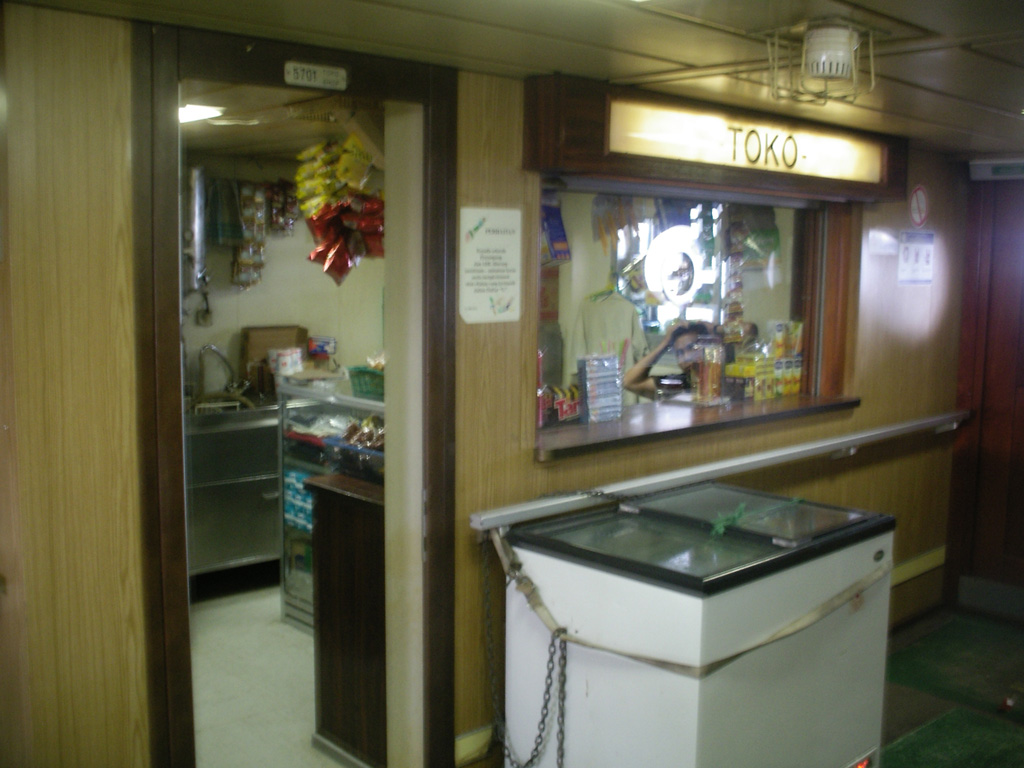
売店
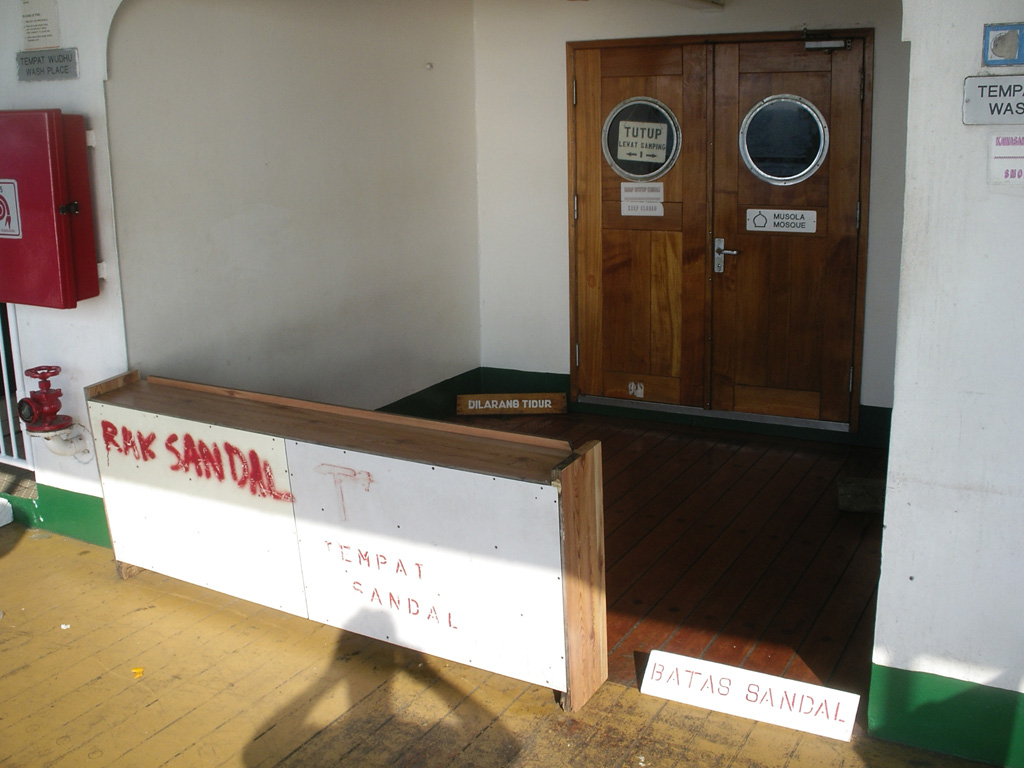
船内のモスク